# Kikimora

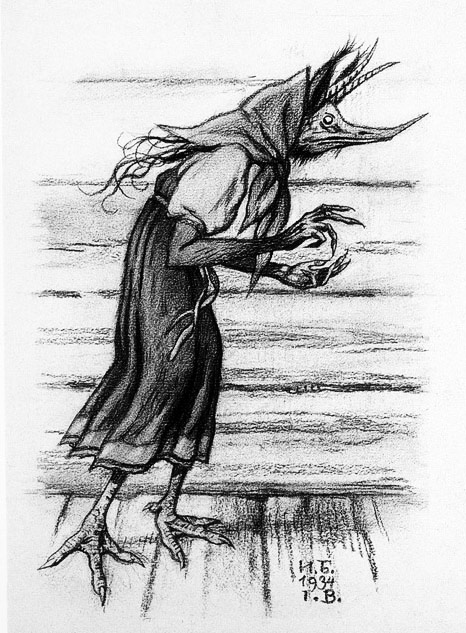
Ilustración de una Kikímora por Iván Bilibin (1934).

Kikímora (en ruso: кики́мора, IPA: [kʲɪˈkʲimərə]) es una criatura legendaria, un espíritu femenino del hogar en la mitología eslava. Su papel en el hogar suele estar yuxtapuesto con el del domovoy, mientras que uno de ellos se considera un espíritu "malo" y el otro, uno "bueno". Cuando la kikímora habita en una casa, vive detrás de la estufa o en el sótano, y generalmente produce ruidos similares a los que hacen los ratones para obtener comida. Kikimory (en plural) fue la primera explicación tradicional para la parálisis del sueño en el folklore ruso.
La palabra kikímora puede haber derivado de la palabra udmurto kikka-murt, que significa espantapájaros (literalmente persona hecha de bolsas), aunque también existen otras hipótesis etimológicas. El OED vincula a mora con la palabra yegua (mare en inglés) de la pesadilla; además, la evidencia lingüística no concluyente sugiere que la palabra francesa cauchemar también podría haber derivado de la misma raíz.